# 2013년 말레이시아 총선거
2013년 말레이시아 총선거는 2013년에 치러진 말레이시아의 하원(대의원) 총선거를 말한다. 2013년 5월 5일 일요일에 치러졌다. 정권 교체가 예상됐지만, 실제로는 전체 222석 중 집권 국민전선이 133석을 차지, 승리했다.

## 선거일
말레이시아의 총선일은 정해져 있지 않다. 그렇기 때문에, 아무때나 치르는 것도 가능하다. 그러나 국회의 임기가 일반적으로 5년이기 때문에, 그 이전에는 치러야 한다.
나집 라작 현 총리는 아무리 늦어도 4월 28일까지는 국회를 해산해야 하며 6월 27일까지는 반드시 선거를 치러야만 했다. 전문가들은 이 법정 기간보다 이른 3월께 총선을 실시할 가능성이 크다고 보았다. 하지만 실제로 3월에 치르지는 않았다.
4월 3일, 의회가 해산되었다. 그리고 총선 일자는 5월 5일로 결정되었으며 치러졌다.

## 선거 전

### 통일말레이국민조직

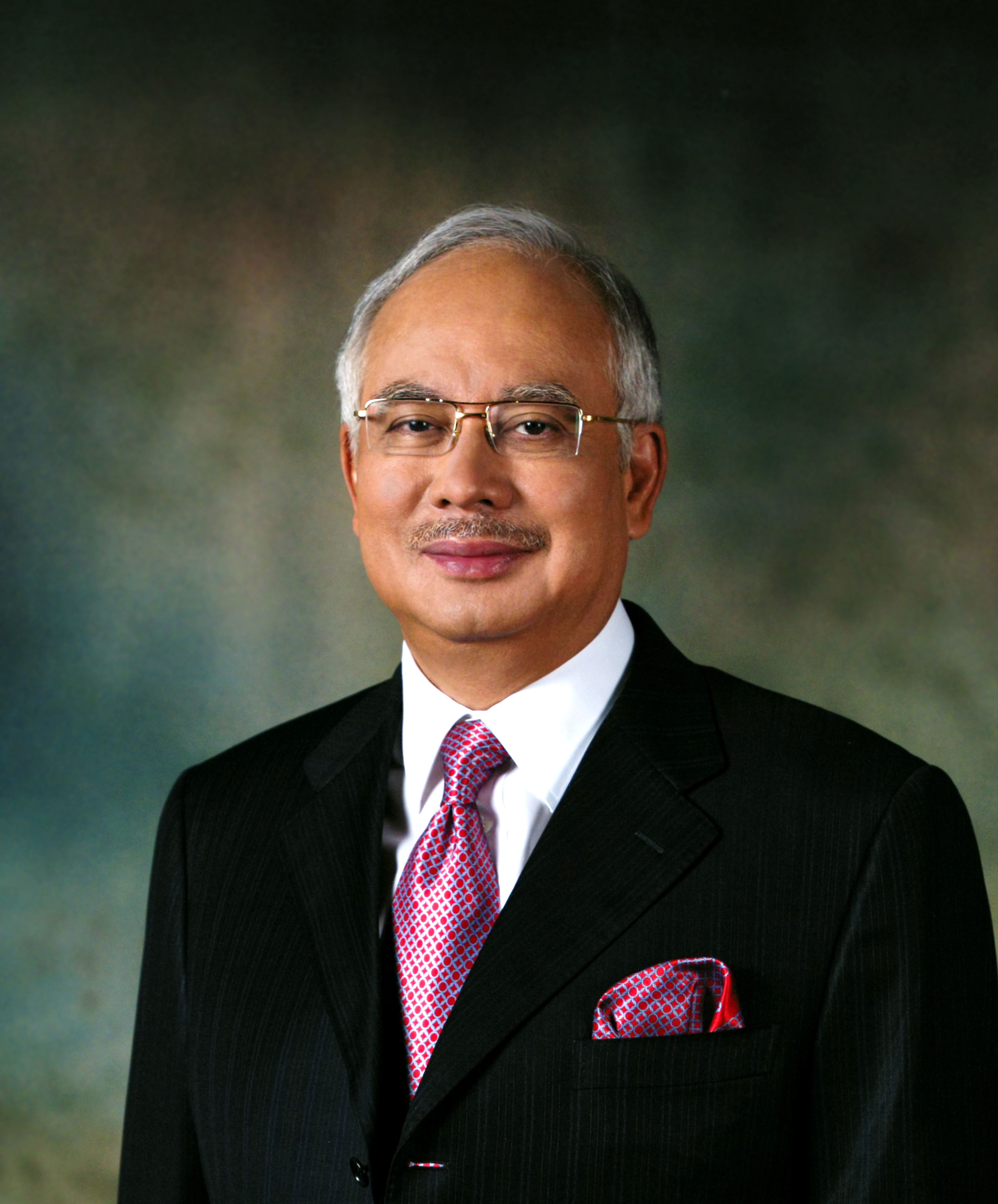
말레이시아의 현임 총리이자 UMNO와 BN의 당수인 나집 툰 라작.

2008년 3선했음에도 불구하고 많은 의석을 잃은 압둘라 아마드 바다위 총리는 2008년 10월 8일 UMNO의 당수직을 사임하겠다고 발표했다. 이어 2009년 3월 26일 나집 툰 라작 부총리는 압둘라의 후임 총리 후보자로 지명되었으며 4월 3일 압둘라의 사퇴와 함께 새 총리가 되었다. 그리고 나집은 그 날 총리 임명과 함께 미잔 자이날 아비딘 국왕 앞에서 취임식을 치르고 정식으로 업무를 수행하기 시작했다.

### 인민동맹당
지난 1993년 부총리로 임명된 안와르 이브라힘은 마하티르와의 입장차이 등으로 5년 만에 축출되었다. 이후 10년간 정치활동을 금지당하는 등 탄압 받아왔다. 안와르는 부패 및 동성애 혐의를 받았다. 한편 정치활동 금지가 풀린 이후 그는 인민동맹당으로 당적을 옮긴 뒤 그곳의 당수가 되었다(부인 완 아지자흐가 창당한 인민정의당은 그의 한 갈래이다).

## 선거운동 그리고 공약

### 통일말레이국민조직/국민전선
국민전선은 총선을 앞두고 자동차 가격 인하 공약을 경쟁적으로 내놓았다.

### 인민동맹당
한편 안와르 이브라힘은 이 총선에 도전하기로 했다. 안와르는 구글행아웃에 출연해 "만일 내가 나집 현 총리를 몰아내지 못하면 30년 정치 인생을 마무리 할 것이다."라고 주장했다. 또한 "나는 최선을 다할 것이고 승리할 것이라 확신한다.", "이번에 정권 교체를 이루지 못하면 다음 세대 지도부에 넘겨줘야 한다."고 발언했다. 안와르는 전국을 돌며 정권 교체를 역설하였다.
또한 인민동맹당은 권위주의 통치와 부패 청산을 공약으로 내세웠다. 언론은 안와르가 권위주의 통치·부패 청산, 연료가격 인하, 친정부 기업 독점 해체 등을 공약으로 내세웠다고 발표했다. 그는 "우리는 국가의 지도자로서 인간의 존엄성과 자부심을 국민에게 돌려줘야 할 책임이 있다."며 "이번 총선에서 승리해 민족적 다양성과 경제적 활력이 넘치는 새 시대를 열겠다."고 약속했다.
그밖에 부패와의 전쟁과 민주주의의 기본권을 침해하는 법률을 폐지하고, 정부 기관·행정조직·학계의 정치적 독립 등을 약속하는 가 하면 연료·전기 가격 인하와 친정부 기업 독점체제 해체 등을 통해 국민들의 생활 향상과 경제의 활성화에도 힘쓰겠다고 밝혔다.

## 부정 선거 논란
50년 이상 집권한 BN은 부정 선거를 통해 장기집권 해 왔다. 특히 잉크가 그중 하나이다.

### 선거 공정성
총선을 앞두고 선거에 대한 공정성이 큰 논란이 되어 왔다. 야권연합은 2013년 1월 12일 수도 콸라룸푸르에서 선거의 공정성을 요구하는 집회를 벌였다. 안와르 이브라힘은 "우리는 자유선거와 공정선거를 원한다. 누구도 우리 표를 훔쳐서는 안 된다."고 주장했으며 "국민의 목소리가 국가를 통치하는 신성한 목소리가 되도록 야권에 기회를 줄 것"을 요구했다. 그러나 정부는 "해외국민 우편투표를 도입하고 잘 지워지지 않는 잉크를 사용했다."라고 하는 등 이를 반박했다.

### 호주 상원의원 사건
또한 정부는 안와르 이브라힘을 만나고자 했던 호주 상원의원을 추방하기도 했다. 버르나마 통신은 이민국이 슬랑오르 주 세팡 공항으로 입국하던 닉 제노폰 호주 상원의원을 체포한 뒤 구금하였으며 이날 밤 멜버른행 항공편으로 추방하겠다고 발표했다. 알리아스 아흐마드 이민국장은 제노폰 상원의원이 "지난해에 열린 불법 시위에 참가했다"고 말한 뒤 "안와르에 대한 동성애 재판을 중단하라고 요구한 호주 의원 50명 중 그가 포함되어 있다"며, '기피인물'명단에 올라와 있으니 입국을 금지했다고 발표했다. 특히 제노폰 의원은 안와르와 선거 운동가들을 만나 차기 총선에 관한 논의를 할 예정이었다고 한다.